# Marina Azyabina
Marina Azyabina (née le 15 juin 1963 à Ijevsk) est une athlète russe spécialiste du 100 mètres haies. 

## Carrière

### Palmarès
| Date                                            | Compétition                                     | Lieu                                            | Résultat                                        | Performance                                     |
| En tant que représentante de l'Union soviétique | En tant que représentante de l'Union soviétique | En tant que représentante de l'Union soviétique | En tant que représentante de l'Union soviétique | En tant que représentante de l'Union soviétique |
| ----------------------------------------------- | ----------------------------------------------- | ----------------------------------------------- | ----------------------------------------------- | ----------------------------------------------- |
| 1991                                            | Universiade d'été                               | Sheffield                                       | 1re                                             | 12 s 95                                         |
| En tant que représentante de la Russie          |                                                 |                                                 |                                                 |                                                 |
| 1993                                            | Championnats du monde                           | Stuttgart                                       | 2e                                              | 12 s 60                                         |
| 1994                                            | Goodwill Games                                  | Saint-Pétersbourg                               | 3e                                              | 12 s 99                                         |

### Records
| Épreuve          | Performance | Lieu   | Date         |
| ---------------- | ----------- | ------ | ------------ |
| 100 mètres haies | 12 s 47     | Moscou | 19 juin 1993 |